# Barry Hutter
Barry Hutter (* 26. November 1986 in Sarasota, Florida) ist ein professioneller US-amerikanischer Pokerspieler.

## Pokerkarriere
Hutter erspielte sich seine erste Geldplatzierung bei einem Live-Pokerturnier im März 2010 in Mashantucket. Mitte Mai 2010 erzielte er in New Orleans seinen ersten Turniersieg und sicherte sich eine Siegprämie von rund 50.000 US-Dollar. Im Juni 2010 war der Amerikaner erstmals bei der World Series of Poker (WSOP) im Rio All-Suite Hotel and Casino am Las Vegas Strip erfolgreich und kam bei einem Shootout-Turnier der Variante No Limit Hold’em in die Geldränge. Seinen ersten Finaltisch bei der Turnierserie erreichte er bei der WSOP 2013, als er ein Turnier auf dem mit knapp 80.000 US-Dollar dotierten sechsten Platz beendete. Anfang Dezember 2013 saß er beim Main Event der World Poker Tour (WPT) im Hotel Bellagio am Las Vegas Strip ebenfalls am Finaltisch und beendete das Turnier als Fünfter, wofür er rund 220.000 US-Dollar erhielt. Beim WPT-Main-Event in Hollywood, Florida, belegte er Mitte April 2014 den achten Rang, der mit mehr als 140.000 US-Dollar bezahlt wurde. Bei der WSOP 2014 erreichte Hutter einen weiteren Finaltisch und wurde Fünfter für über 110.000 US-Dollar. Im Jahr darauf gewann er ein Shootout-Event der WSOP 2015 und sicherte sich den Hauptpreis von mehr als 280.000 US-Dollar sowie ein Bracelet. Seit Juli 2015 ist der Amerikaner Stammgast bei Pokerturnieren im Aria Resort & Casino am Las Vegas Strip, die Buy-ins von mindestens 10.000 US-Dollar erfordern. Dort gewann er bislang fünf Turniere und erhielt Preisgelder von mehr als 2 Millionen US-Dollar. Bei der WSOP 2018 belegte er bei einem Event den zweiten Platz und erreichte anschließend im Main Event den siebten Turniertag. Dort schied er auf dem 25. Platz aus, wodurch er sich bei der Turnierserie Preisgelder von über 600.000 US-Dollar sicherte. Mitte Dezember 2018 wurde Hutter beim Main Event der WPT im Bellagio Sechster und erhielt knapp 350.000 US-Dollar.
Insgesamt hat sich Hutter mit Poker bei Live-Turnieren knapp 7,5 Millionen US-Dollar erspielt.